# Un drama en Livonia
"Un drama en Livonia" "Un drame en Livonie") es una novela del escritor francés Julio Verne, escrita en 1893 y publicado de manera seriada en la "Magazine de ilustración y recreo" ("Magasin d’Education et de Récréation") desde el 1 de enero hasta el 15 de junio de 1904, y como libro el 17 de noviembre de ese mismo año, en una edición doble con "Dueño del mundo".
Es una novela de corte trágico de la etapa tardía del escritor.
Un profesor es acusado del asesinato de un empleado de banca. Los conflictos sociales y étnicos de Livonia complican la situación, y más cuando el profesor se niega a descubrir los motivos de su viaje, ante el desconsuelo de sus pobres hijos.

## Argumento
Parte del trasfondo de la novela es el enfrentamiento entre los rusos de origen alemán, sector compuesto en buena parte por aristócratas y burgueses, y los rusos de origen eslavo, que en su mayoría son de clase baja.
Durante una campaña electoral en la ciudad de Riga, el profesor Dimitri Nikoliev se ve obligado a participar en la causa livona como candidato de los eslavos. 
Sin embargo, lleva a cabo un viaje de incógnito durante el que matan al empleado de banca Poch, que llevaba dinero en custodia, en la posada "La Cruz Rota". El profesor es, para tristeza de sus hijos, el principal sospechoso del crimen, pues allí sólo se encontraban el señor Poch, el posadero y él, que debe mucho dinero a los banqueros Johausen, que representan a los alemanes en las elecciones municipales.  
Solamente le podría servir de coartada revelar adónde fue y a quién vio, y el testimonio de esa persona. Sin embargo, el profesor no quiere revelarlo por una promesa que hizo hace años. 
El abogado Vladímir Yánov, novio de la hija del profesor y preso político escapado de las minas de Siberia, intenta demostrar la inocencia de su futuro suegro, exponiéndose de esa manera a ser apresado de nuevo y a ser castigado por la fuga, pero el zar le concede una amnistía, lo que desata las protestas de los aristócratas y los burgueses de origen alemán.
Cuando el bando germano, con el banquero Frank Johausen a la cabeza, parece poder encarcelar a Dimitri, Vladímir se revela como el hombre misterioso que se entrevistó con él. Aunque de esa manera no puede liberarlo de toda culpa, sí puede aplazar un poco su condena, que parece inevitable, dado que precisamente esa intervención le hace parecer culpable a ojos de algunos.
El profesor huye y, más tarde, es hallado muerto. Las circunstancias parecen indicar un suicidio. Ilka, la hija del profesor, lo cree culpable y rechaza a Vladímir por esposo juzgándolo indigno de ella.
El desenlace de la historia tiene lugar mediante el empleo de un deus ex machina: enfermo y a punto de morir, el posadero Kroff, culpable del crimen, confiesa a un pope todo lo que ha hecho para que pareciese el profesor el culpable.    

## Personajes

### Livonios y amigos suyos
- Dimitri Nikoliev. 47 años. Profesor.

- Ilka Nikoliev. 24 años. Hija de Dimitri.

- Iván Nikoliev. 19 años. Estudiante de la Universidad de Dorpat. Hijo de Dimitri.

- Vladímir Yanov. 32 años. Abogado. Estuvo prisionero en Siberia durante 4 años. Novio de Ilka.

- Monsier De la Porte. Cónsul francés amigo de los Nikoliev. 40 años.

- Dr. Hamine Ruro. Amigo de los Nikoliev. 50 años.

### Germanos
- Poch. 50 años. Empleado de banca occiso al inicio de la historia.

- Broks. Conductor de diligencia.

- Frank Johausen. Rico banquero y rival político de Dimitri Nikoliev.

- Kroff. Posadero germano, dueño de "La Cruz Rota".

- Karl Johausen. Estudiante de la Universidad de Dorpat. Rival de Iván Nikoliev.

### Cuerpos policiaco, militar y judicial
- Juez Kertoff. Eslavo. 50 años.

- Gorko. General administrador eslavo.

- Coronel Ragenof. Jefe de policía ruso.

- Mayor Verder. Germano.

- Cabo Eck. Germano.

## Capítulos
- I Frontera franqueada.

- II Eslavo por eslavo.

- III La familia Nikoliev.

- IV El malle-poste.

- V El kabak de "La Cruz Rota".

- VI Eslavos y germanos.

- VII Pesquisas de la policía.

- VIII En la Universidad de Dorpat.

- IX Denuncia.

- X Interrogatorio.

- XI Frente a la muchedumbre.

- XII Vladímir Yánov.

- XIII Nuevas pesquisas.

- XIV Golpe sobre golpe.

- XV Sobre una tumba.

- XVI Confesión.

## Rasgos distintivos de la novela

### Finales episódicos en suspenso
Esta novela fue originalmente programada para ser publicada en forma de folletín, y, por esa razón, muchos capítulos terminan con un dramático giro de los acontecimientos; más exactamente, con un final en suspenso (cliffhanger).

### Conclusiones forenses
Se averigua el tipo de arma que se ha empleado: se trata de un cuchillo con una virola o abrazadera de metal (Capítulo VII). En una anterior novela de Julio Verne, "Los hermanos Kip", la virola de un kris ya había sido utilizada para identificar con precisión el arma del asesinato. 
El Dr. Hamin, que es quien lleva a cabo el análisis forense, es un amigo de la familia que tiene mucha estima por el maestro.

### El humor de Julio Verne
A diferencia de muchos libros de Julio Verne, hay muy poco de humor en este libro. En el capítulo VI se muestra un caso irónico: el mayordomo comete un error, y el banquero, su señor, se muestra paternalista y, a continuación, de una manera muy ceremonial, dice que debe someterse a los disparos de un policía desde una distancia de 25 yardas.

### El caso Dreyfus
Esta novela se considera inspirada en el caso Dreyfus, en cuanto trata también de un inocente al que la justicia considera culpable. Sin embargo, Julio Verne creía que Dreyfus era culpable. No obstante, no hay rastro de antisemitismo en "Un drama en Livonia", acusación que en cambio mereció otra novela anterior: "Héctor Servadac", publicada en 1877.

## Adaptaciones

### Cine
- 1973: "La herradura rota" ("Slomannaya podkova" - "Сломанная подкова"). Lenfilm. Unión Soviética. 
  - Argumento: Pavel Finn (Павел Финн).
  - Guion: Vladímir Vladímirov (Владимир Владимиров).
  - Fotografía: Yevgéniy Shapiro (Евгений Шапиро),, Dmítriy Dolninin (Дмитрий Долинин).
  - Dir.: Semyon Aránovich (Семён Аранович).
  - Int.: Sergey Yúrskiy (Сергей Юрский), Marina Neyólova (Марина Неёлова), Vladímir Razumóvskiy (Владимир Разумовский), Vítautas Paukshte (Витаутас Паукште), Bronius Babkauskas (Бронюс Бабкаускас), Janus Tooming, Lembit Eelmäe, Ants Eskola (Антс Эскола), Valentīns Skulme, Stanislav Sokólov (Станислав Соколов), Vladímir Tatósov (Владимир Татосов), Lev Lemke (Лев Лемке), Kirill Gunn (Кирилл Гунн), V. Skulme (В.Скулме).
  - Música: Romuald Grínblat (Ромуальд Гринблат).

### Historieta gráfica
En 1999, el guionista François Rivière, entusiasta de la novela, y el dibujante Serge Micheli publicaron una historieta gráfica basada en ella. Los colores elegidos para los rostros son bastante sorprendentes. Serge Micheli trata de crear hipnóticas imágenes. Su editor dice que «los gráficos y los colores de forma barroca incorporan el universo eslavo y letón de esta novela, dando un toque muy original». 

Hay otro libro de historietas realizadas por el mismo guionista y por el mismo ilustrador basado en la novela "Veinte mil leguas de viaje submarino": "Viaje en el agua".

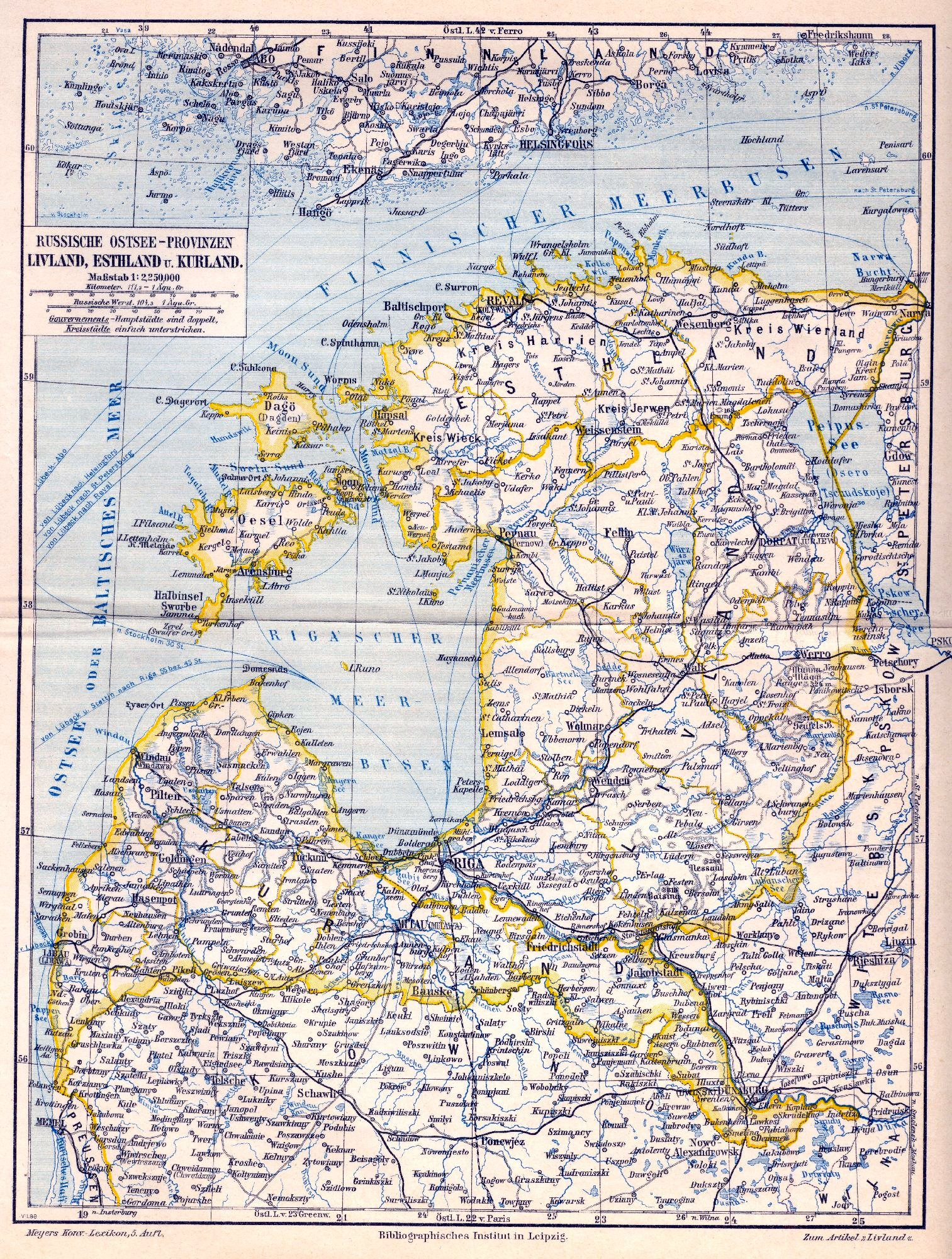
Livonia en 1898